# カール・ブレッヒェン
カール・ブレッヒェン（Carl Blechen、1798年7月29日 - 1840年7月23日）はドイツのロマン主義の風景画家である。ベルリンの美術アカデミーの教授を務めた。それまで余り描かれてこなかった、工業化の進む風景を描いた作品もある。

## 略歴

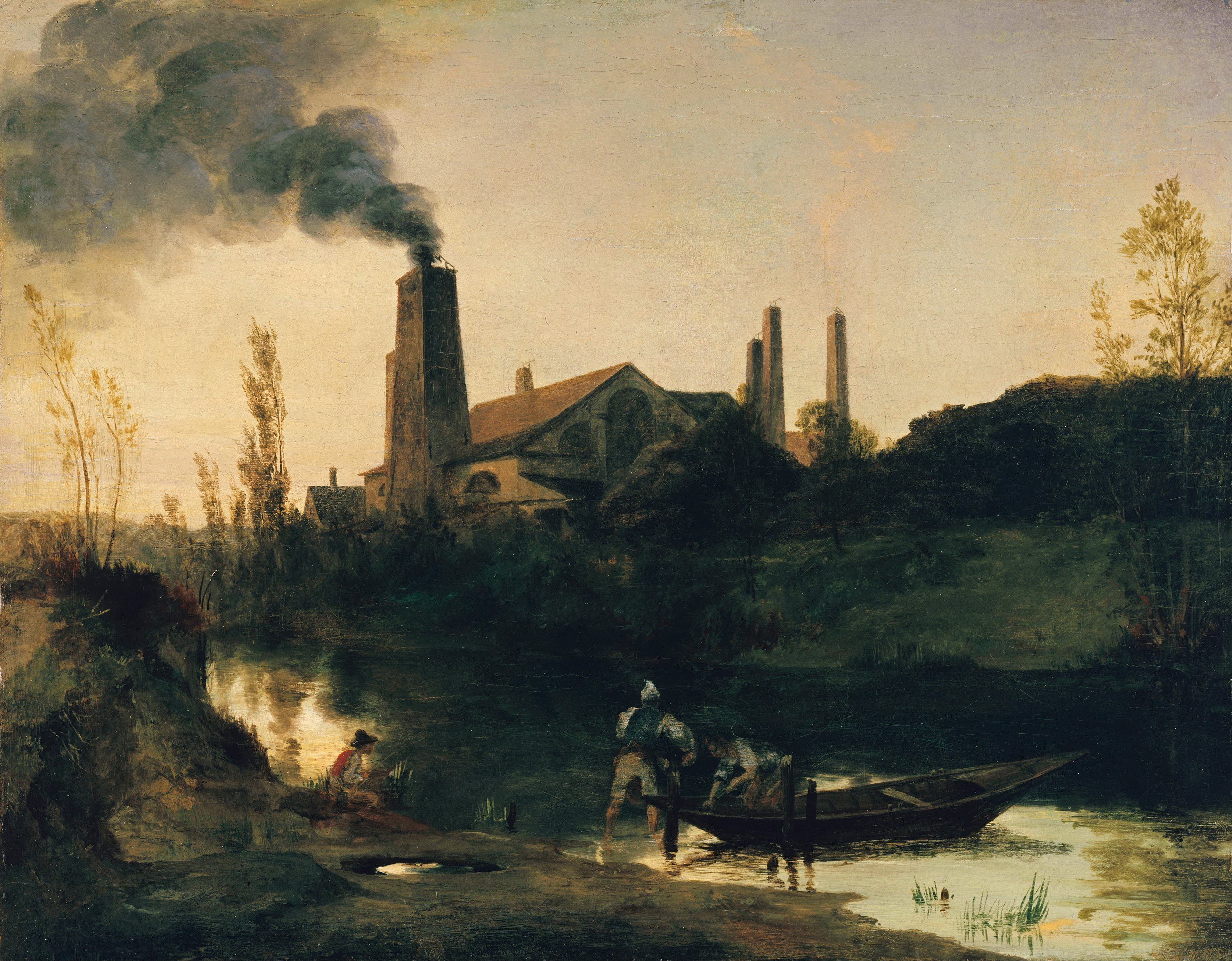
エーベルスヴァルデの鉄工所

ブランデンブルク州のコトブスで収税役人の息子に生まれた。1805年から1815年までコトブスの学校で学ぶが学資不足で卒業できず銀行の事務員として働き始めた。1822年になって、ベルリンの美術学校に入学した。当時の著名なロマン主義の画家、カスパー・ダーヴィト・フリードリヒ(1774-1840)などの作品を知ることになった。卒業後、ドレスデンやその近郊に旅した後、ベルリン、アレクサンダー広場のベルリン王立劇場(Königsstädtisches Theater)の舞台美術家となった。1824年に結婚し、1827年にベルリン芸術家協会(Berliner Künstlervereinigung)に加入するが、その年、有名な歌手ヘンリエッテ・ゾンタークと諍いを起こし劇場を解雇された。
1828年から、バルト海を旅した後、イタリアへ旅した。建築家、画家、舞台芸術家のカルル・フリードリッヒ・シンケル(1781-1841)と知り合い、1831年にシンケルの推薦を受けてベルリンの美術アカデミーの教授に任じられた。1835年にアカデミーの正会員に選ばれた。
1835年頃から、精神的疾患を患い、1836年にアカデミーの教授職を辞めた。4年後、ベルリンで没した。

## ギャラリー

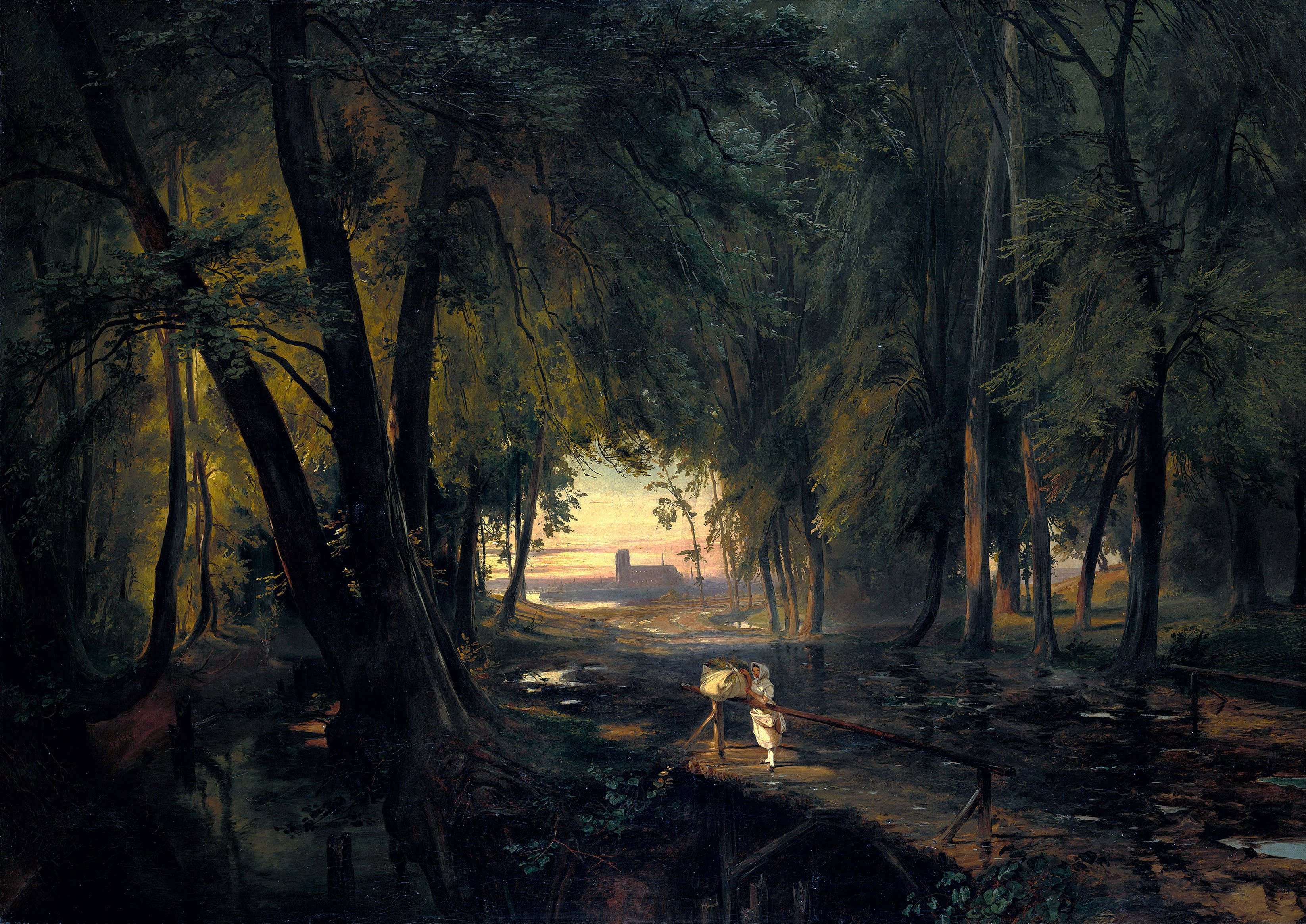
「シュパンダウの林道」(c.1836)
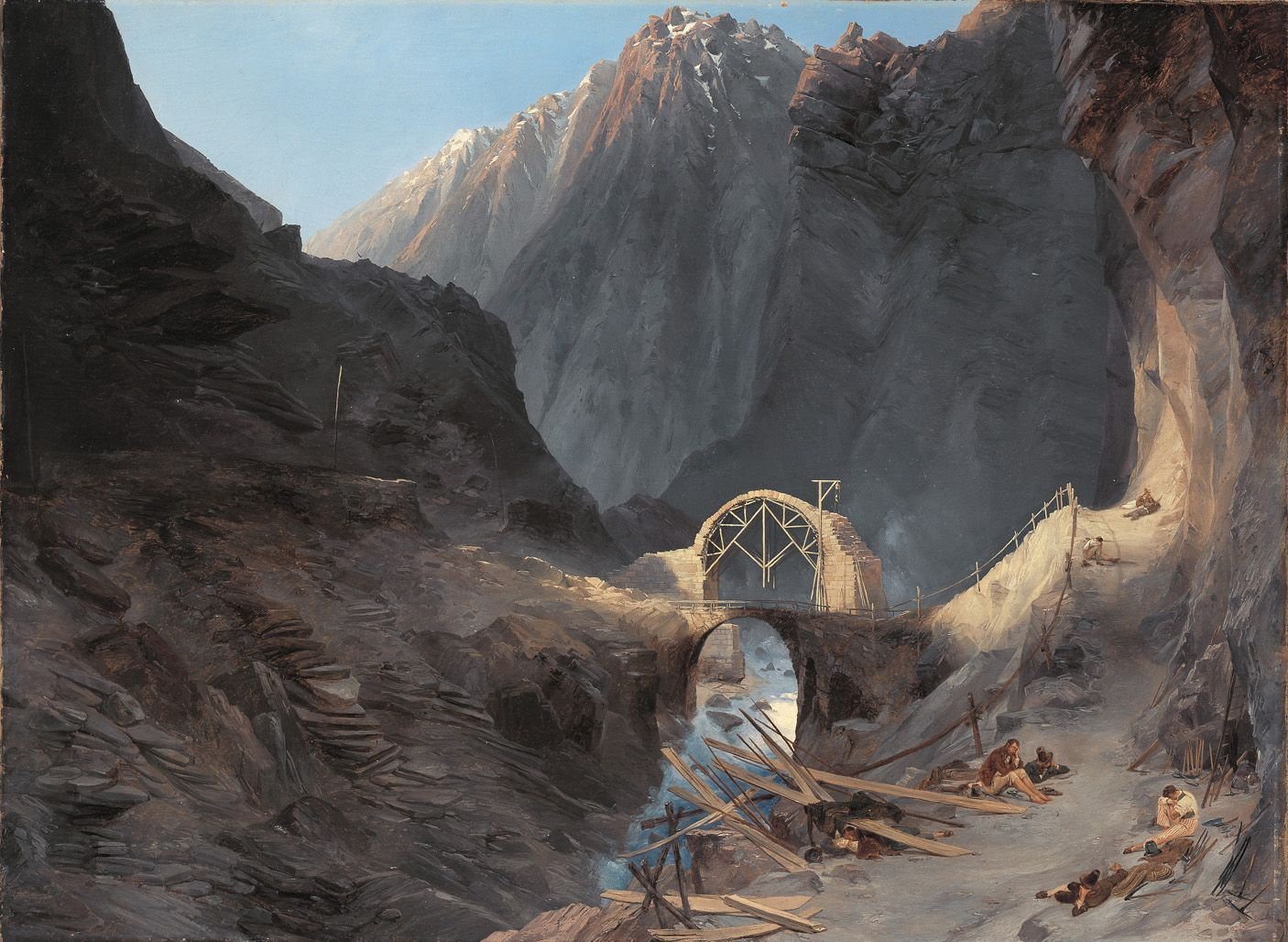
「アーチ橋の建設」(1833)
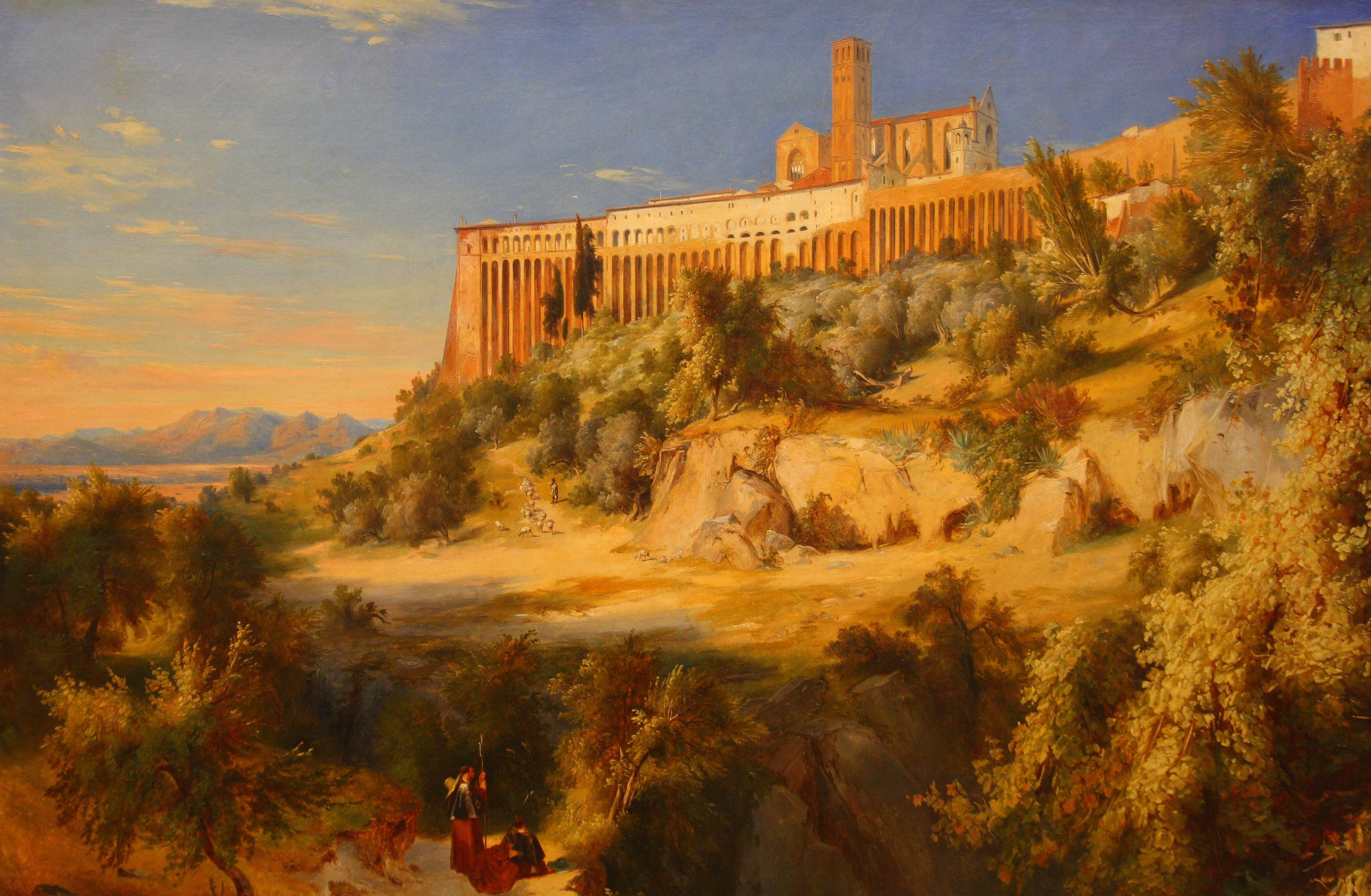
「アッシジの風景」(1832以降)

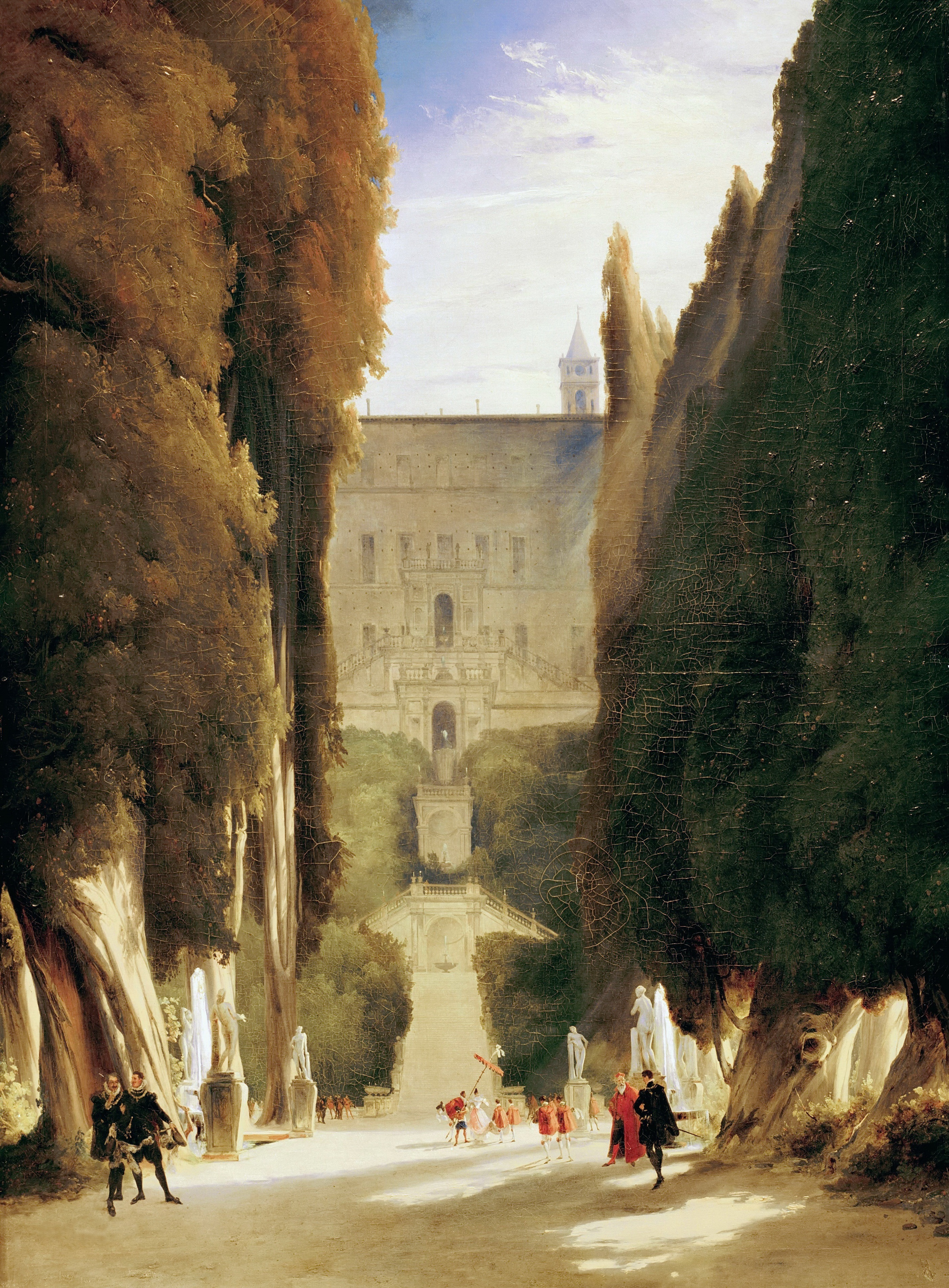
「ティヴォリのエステ家別荘」(1830)
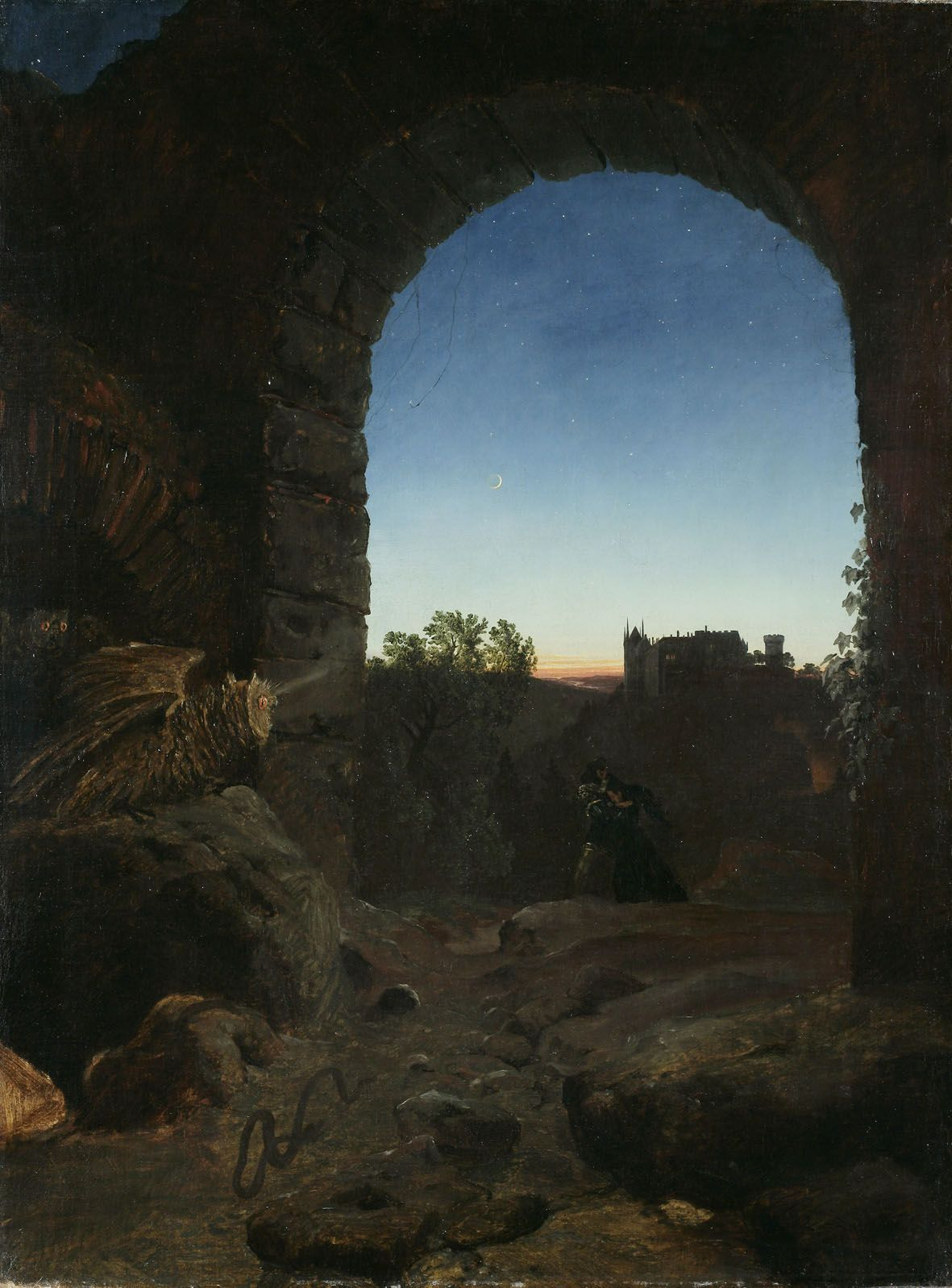
「廃墟のある風景」(1820年代)
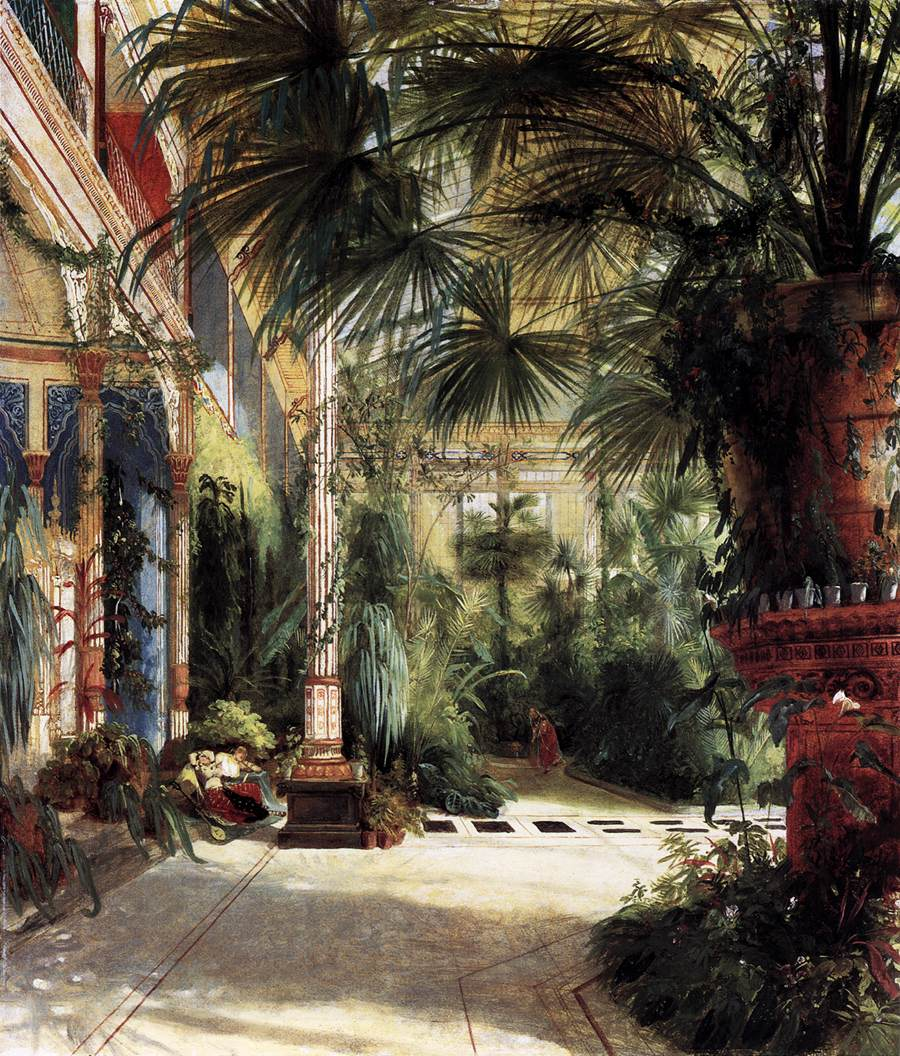
「ヤシ庭園」
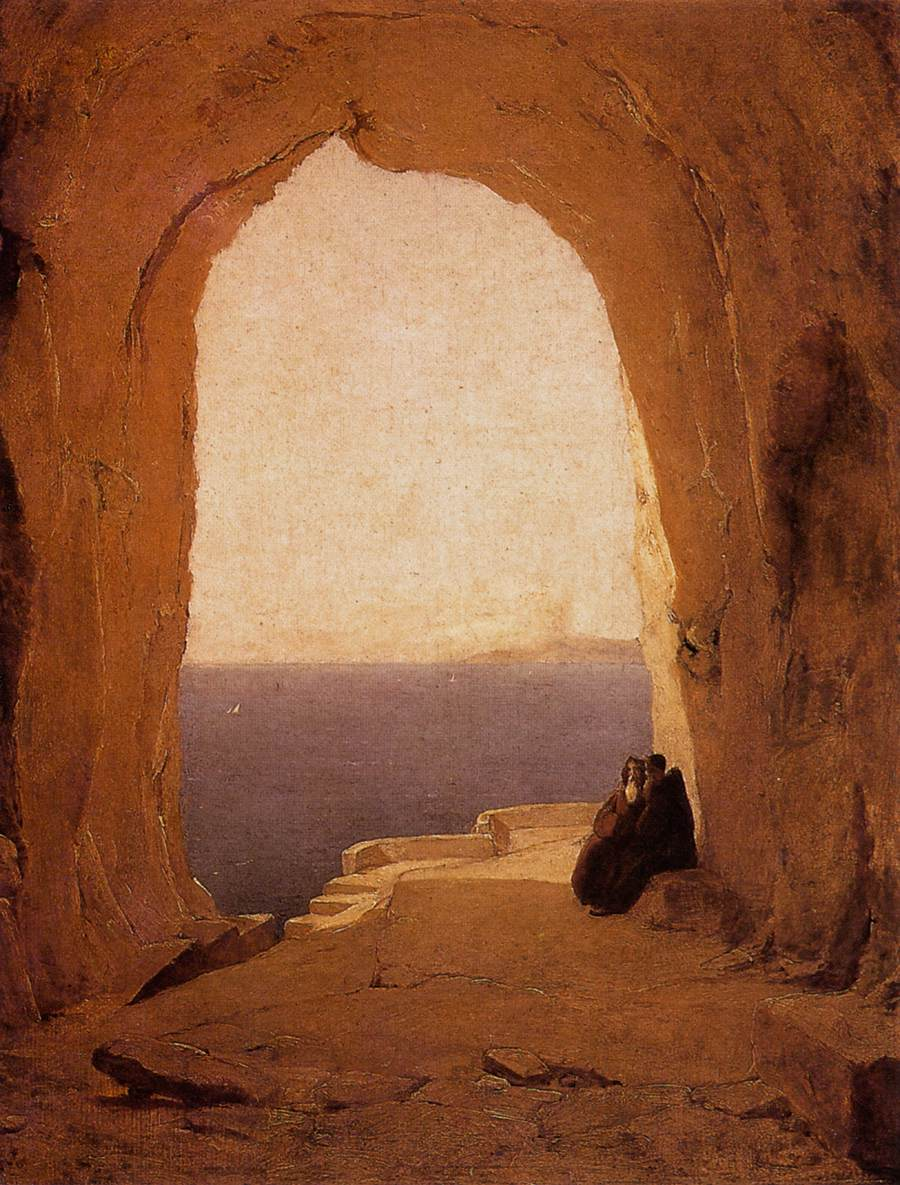